# Бухово
Бухово е град в състава на район „Кремиковци“ на Столичната община, област София. Бухово отстои на 7,6 km източно от центъра на Кремиковци и съответно на 8 и 11,5 km северно от Горни Богров и Долни Богров.

## Етимология и значение на името
Името на града има турски произход: „Бу-хава“ и означава хубав, чист въздух.
Според друга теория името на Бухово идва от бух – бухал.

## География
Град Бухово се намира на 20 километра североизточно от центъра на София и е разположен в южните склонове на Мургашкия дял на Стара планина.

## История
В праисторията, средния и късния неолит (новокаменна епоха) Бухово се намира на 1,5 километра източно от сегашното му място. За предишните обитатели са останали доказателства (керамични останки, чукове, брадви и шила), чрез които е датирано това събитие. По онова време селището се казва Урсул.
По време на римската инвазия през 29 г. пр.н.е. селището е населявано от серди. Те са свободолюбиви и войнствени и оказват продължителна съпротива на римляните.
Впоследствие тези земи влизат в пределите на Византия през 3 век при император Константин I Велики. В двора на днешния Буховски манастир са открити останки от трикорабна църква от края на IV – началото на V век, една от най-големите късноантични църковни сгради в страната, с дължина 41 метра.
През 6 и 7 век южните славяни се заселват в района. През 809 г. приобщават територията на Бухово към България. Това става при хан Крум. От онова време е останала крепостта „Градище“, намираща се северно от града.
След период на затишие името на Бухово се появява в документи от началото на 15 век по османско време, само като сметка в опис на владение. По онова време са изградени манастирите „Св. Мария Магдалена“ и „Св. Архангел Михаил“, в които е развивана духовна и културна дейност.
През 1928 г. е построена църквата „Св. Николай“.
Селото е обявено за град с Указ 1942 на Държавния съвет на НРБ от 4 септември 1974 г. (Обн. ДВ, бр. 72 от 17 септември 1974).

## Уранодобив
През 1938 г. с помощ от Германия е разработено находище на уран.
Крайно бедното население на Бухово в миналото едва е изкарвало препитанието на големите си семейства при доста бедната обработваема земя. След края на Втората световна война с развитието на минно-добивната промишленост жителите постепенно се замогват. На мястото на някогашното скотовъдство и пастирство идват миньорството и металургията.
След края на войната Съветско-българската минна компания разработва находището до 1956 г., когато е създадено българското дружество „Редки метали“. То управлява находището до 1992 г., когато добивът е прекратен.

## 117 СУ „Св. св. Кирил и Методий“
117 СУ „Св. св. Кирил и Методий“ е средно общообразователно училище с природоматематически профил. В него се обучават около 330 ученици на възраст от 6 до 18 години, живеещи в гр. Бухово, кв. Сеславци, селищата от район „Кремиковци“ и София-град.
Понастоящем, училището се помещава в две учебни сгради – една в гр. Бухово и друга в кв. Сеславци, тъй като през 2007 г. към 117 СУ бе присъединено училището в кв. Сеславци.
За качеството на образованието в училището работят 28 висококвалифицирани учители, като голяма част от тях са негови бивши възпитаници. 
117 СУ „Св. св. Кирил и Методий“ има богата и непрекъснато обновяваща се материална база. Училището разполага с 21 добре оборудвани класни стаи, 4 компютърни кабинета, библиотека, 1 спортна зала, 1 стая за подготвителната група в кв. Сеславци, 1 кабинет по безопасност на движението, стая на Ученическия парламент, бюфет за топли закуски.
Наред с високото качество на обучението, екипът от педагози се грижи и за добрата атмосфера в училището, посредством разнообразни дейности, насочени към свободното време на учениците. 117 СУ „Св. св. Кирил и Методий“ има богат опит в работа по проекти с такава тематика, организирането на извънкласни дейности, училищни тържества, летен отдих и екскурзии с учебна цел.
В 117 СУ „Св. св. Кирил и Методий“ са създадени и активно работят ученически клубове – Ученически парламент; Вокална група; Младежки клуб на БЧК; Клуб „Млад огнеборец“; Клуб „Зебра“.
Училището успешно партнира и взаимодейства с родители, граждани, общественост, Местната власт, институции и организации.

## Забележителности
- Буховски стадион „Миньор“
- Голяма спортна зала
- Паметник на самолета на полк. Никола Бонев в двора на читалище „Просвета“
- Буховски манастир „Света Мария Магдалена“
- Буховски манастир „Свети Архангел Михаил“
- Чудотворна икона „Достойно есть“ от Света гора
- Картинг писта „Бухово“ (бивша)
- Къща музей на полк. Никола Бонев

## Транспорт
Градът се обслужва от 2 автобусни линии: 90, 117.

## Редовни събития
- Годишен събор в последната неделя на юни.
- Отпразнуване на Нова година пред Културен дом – гр. Бухово (31 декември).
- Всеки петък от 16:00 часа в храм „Свети Николай Мирликийски“ се отслужва Акатист на Пресвета Богородица пред копието на чудотворната светогорска икона „Достойно есть“.

## Личности
- Никола Ангелов Бонев – полковник, летец (13 декември 1917 – 14 ноември 1943)